# Dorothy und das Patchwork-Mädchen
Dorothy und das Patchwork-Mädchen ist ein Kinderbuch des US-amerikanischen Schriftstellers Lyman Frank Baum. Die Erzählung erschien 1913 unter dem Originaltitel The Patchwork Girl of Oz (wörtlich: Das Patchwork-Mädchen aus Oz) mit Illustrationen von John R. Neill. Dabei handelt es sich um den siebten Band des Die-Welt-von-Oz-Zyklus, der in den USA zu den beliebtesten Kinderbüchern gehört und zum Teil auch in deutscher Sprache verlegt wurde.

## Handlung
Ojo lebt bei seinem Onkel Nunkie im Wald, fernab von jeder Siedlung. Ojo, der noch nie die Welt gesehen hat, träumt davon, diese zu bereisen. Eines Tages besucht er mit Onkel Nunkie den Nachbarn, den krummen Zauberer Doktor Pipt. Dieser hat gerade, nach sechs Jahren ununterbrochenen Rührens, neues Lebenspulver fertiggestellt, obwohl es mittlerweile verboten ist, in Oz ohne Genehmigung von Ozma von Oz zu zaubern. Mit dem Pulver will er ein Mädchen, das aus einer bunten Patchwork-Decke genäht worden ist, zum Leben erwecken. Das Patchwork-Mädchen soll seiner Frau Margolotte im Haushalt helfen. Damit sie ihre Arbeit verrichten kann, muss sie auch ein Gehirn bekommen. Dazu mixt Margolotte einige Körnchen „Gehorsam“, „Freundlichkeit“ und „Wahrheit“ und etwas „Klugheit“ zusammen. So soll das Patchwork-Mädchen zwar fleißig, aber nicht allzu selbstbewusst und schlau werden. Ojo findet das nicht gerecht und mischt, als Margolotte nicht hinsieht, auch noch „Urteilsvermögen“, „Mut“, „Findigkeit“, „Wissen“, „Poesie“ und „Selbstvertrauen“ bei.
Kurz darauf ist das neue Lebenspulver fertig. Beim Aufwecken des Patchwork-Mädchens bewegt dieses sich aber etwas unglücklich und stößt Doktor Pipt beiseite. Erschrocken über diese plötzliche Bewegung, springen Margolotte und Onkel Nunkie zurück. Dabei stoßen sie gegen ein Regal, auf dem ein Versteinerungspulver steht. Die beiden werden sofort zu Stein. Um sie zum Leben zu erwecken, braucht man neues Lebenspulver, welches schon wieder alle ist, oder eine besondere Mixtur, die aus einem Achtelliter Wasser aus einem dunklen Brunnen, drei Haaren vom Schwanzende eines Wusi-Tieres, einem Tropfen Öl aus dem Gelenk eines lebenden Menschen, einem sechsblättrigen Kleeblatt und dem linken Flügel eines gelben Schmetterlings besteht. Ojo beschließt, sich sofort auf die Suche nach diesen Dingen zu begeben. Begleitet wird er vom Patchwork-Mädchen, das sich Fetzi nennt, und einer Glaskatze, die der Doktor bei einem früheren Experiment zum Leben erweckt hat. Doktor Pipt beginnt unterdessen, falls nicht alle Zutaten gefunden werden, neues Lebenspulver zu mischen, dessen Zubereitung allerdings wieder sechs Jahre dauern würde.
Ojo, Fetzi und die Glaskatze beginnen eine abenteuerliche Reise. Schon bald begegnen sie dem Wusi-Tier, das gerne bereit ist, ihnen seine drei einzigen Schwanzhaare zu stiften. Da sich diese aber nicht ausreißen lassen, beschließt das Wusi, Ojo auf seiner weiteren Reise zu begleiten. Unterwegs begegnet ihnen der Zottelmann, der sie aus einer misslichen Lage befreit und ihnen dann verspricht, bei ihrer Suche nach den weiteren Zutaten zu helfen. Er führt sie in die Smaragdenstadt, wo ihnen Prinzessin Ozma helfen soll. Dort angekommen wird Ojo allerdings sofort verhaftet, weil er unterwegs heimlich ein sechsblättriges Kleeblatt gepflückt hat. Dies ist jedoch streng verboten, da es sich dabei um eine starke Zutat für diverse Zaubermittel handelt. In einer Gerichtsverhandlung wird Ojo dann allerdings freigesprochen, und Dorothy beschließt, ihm bei seiner weiteren Suche zu helfen. Nach diversen weiteren Abenteuern finden die Abenteurer den dunklen Brunnen und bekommen auch den Öltropfen aus dem Gelenk eines lebendigen Mannes. Dieser stammt von dem Blechholzfäller, der Ojo zwar auch helfen möchte, ihm aber strengstens verbietet, in seinem Land einem gelben Schmetterling den linken Flügel auszureißen. Da es aber in ganz Oz nur im Gelben Land der Winkies gelbe Schmetterlinge gibt, muss Ojo seine Suche als gescheitert ansehen. Niedergeschlagen kehrt er in die Smaragdenstadt zurück. Dort erwartet ihn eine Überraschung. Ozma hat Glinda gebeten, den Zauberer von Oz darin zu unterweisen, wie er Magolotte und Onkel Nunkie wieder zum Leben erwecken kann. Der Zauber gelingt. Mit einem weiteren Zauber wird Doktor Pipt, der gegen das Zauberverbot verstoßen hat, die Zauberkraft genommen.

## Kontinuitätsfehler
Erstmals begegnet dem Leser in der Handlung ein alter Freund des Blechholzfällers, der diesen noch aus der Zeit kannte, als er aus Fleisch und Blut war. Auch dieser erzählt, dass er sich nur deshalb selbst verstümmelt habe, weil er zu sorglos mit seiner Axt umgegangen sei.